# Gallium
Gallium is een scheikundig element met symbool Ga en atoomnummer 31. Het is een zilverwit hoofdgroepmetaal.

## Ontdekking
Het element was toen het periodiek systeem voor het eerst werd voorgesteld nog niet bekend en een van de belangrijkste voorspellingen die Dmitri Mendelejev op grond van zijn systeem deed, was dat er nog een element in de boorgroep moest worden gevonden, een periode na aluminium. Hij noemde het eka-aluminium, waarbij eka een voorvoegsel  uit het Sanskriet is, dat 'een' betekent. Hij voorspelde dat het iets zwaarder dan zink zou zijn en vooral driewaardige verbindingen zou vormen. Paul-Émile Lecoq de Boisbaudran vond het in 1875 door middel van spectroscopie, en in hetzelfde jaar isoleerde hij het metaal door elektrolyse van een oplossing van galliumhydroxide in kaliumhydroxide.
De correcte voorspelling van het bestaan en de eigenschappen van gallium en ook van de elementen germanium en scandium door Mendelejev was een belangrijke overwinning voor de geloofwaardigheid van het periodiek systeem. Het nieuwe element werd naar Gallië genoemd, de Latijnse naam voor Frankrijk.

## Toepassingen
De meest voorkomende toepassingen van gallium liggen in de analoge geïntegreerde schakelingen en opto-elektrische apparaten, zoals laserdiodes en leds. Andere industriële toepassingen van gallium zijn:
- voor het produceren van zeer zuivere spiegels om glas en porselein voor te bewerken.
- in de halfgeleiderindustrie onder andere bij de productie van transistors, leds, als galliumarsenide, {\displaystyle {\ce {GaAs}}}, en zonnecellen.
- als component in legeringen met een laag smeltpunt. Gallium kan met veel andere metalen legeringen vormen.
- voor gebruik bij hoge temperaturen in thermometers[1]

Verbindingen van gallium met elementen uit de stikstofgroep zoals galliumarsenide en galliumfosfide {\displaystyle {\ce {GaP}}} zijn zogenaamde III-V-halfgeleiders met een structuur die een variant is op de diamantstructuur van silicium. {\displaystyle {\ce {GaAs}}} heeft echter in tegenstelling tot silicium een directe verboden zone. Het wordt onder andere toegepast in vastestoflasers. Galliumnitride {\displaystyle {\ce {GaN}}} wordt als halfgeleider gebruikt in blauwe leds.

## Eigenschappen
Gallium is een van de weinige stoffen die uitzet bij stollen, met 3,1%, een eigenschap die het met water en bismut deelt. Het smeltpunt van dit zilverwitte metaal is laag, 29,7710 °C, maar het kookpunt ligt hoog: 2205 °C. Het smeltpunt komt in een legering met indium zelfs onder kamertemperatuur. Deze vloeibare metaallegering wordt veel gebruikt om elektrische contacten aan te brengen. Het voordeel van deze vloeistof is dat ze niet veel vluchtiger is dan een stuk koper. Vloeibaar gallium vormt geen druppels op porselein of glas maar vloeit uit, waarbij zich een heldere spiegel vormt. Doordat nucleatie onder het vriespunt vaak uitblijft heeft het een sterke neiging tot superkoeling. Het metaal blijft dan vloeibaar en moet met andere middelen tot stollen worden gebracht.
De scheikundige eigenschappen van gallium lijken veel op die van aluminium. Het vormt voornamelijk verbindingen in een +3 oxidatietoestand, hoewel lagere oxidatiegetallen wel mogelijk zijn. Het wordt maar langzaam door zuren aangetast en is redelijk stabiel aan de lucht. Het element komt in kleine hoeveelheden voor in mineralen als diaspoor, zinkblende, germaniet en bauxiet en ook in steenkool en wordt als bijproduct gewonnen.
Gallium groeit gemakkelijk in grote kristallen en komt in verschillende kristalroosters voor: orthorombisch, monoklien, trigonaal, kubisch en tetragonaal, in zeven verschillende ruimtegroepen.
Van gallium en galliumverbindingen is aangetoond dat ze niet giftig zijn en het element speelt geen bekende rol in de biologie.

## Isotopen
| Stabielste isotopen | Stabielste isotopen | Stabielste isotopen      | Stabielste isotopen      | Stabielste isotopen      | Stabielste isotopen      |
| ------------------- | ------------------- | ------------------------ | ------------------------ | ------------------------ | ------------------------ |
| Iso                 | RA in %             | Halveringstijd           | VV                       | VE in MeV                | VP                       |
| 67Ga                | syn                 | 3,2612 d                 | EV                       | 1,000                    | 67Zn                     |
| 69Ga                | 60,108              | stabiel met 38 neutronen | stabiel met 38 neutronen | stabiel met 38 neutronen | stabiel met 38 neutronen |
| 71Ga                | 39,892              | stabiel met 40 neutronen | stabiel met 40 neutronen | stabiel met 40 neutronen | stabiel met 40 neutronen |

Van gallium komen in de natuur op aarde twee stabiele isotopen {\displaystyle {\ce {^{69}Ga}}} en {\displaystyle {\ce {^{71}Ga}}} voor in een verhouding van ongeveer 60/40%. Daarnaast is er een aantal kortlevende radioactieve isotopen bekend waarvan {\displaystyle {\ce {^{67}Ga}}} met een halveringstijd van ruim drie dagen het stabielst is.

## Productie
China is de belangrijkste producent. Het land verbruikt veel van deze delfstof voor zijn grote led-industrie.

## Strategisch belang
Vanwege het gebruik in geavanceerde elektronica en optica wordt gallium (door bijvoorbeeld de Europese Unie) beschouwd als een technologisch kritiek element dat essentieel is voor de groene en digitale transitie. Aangezien China circa 80% van de wereldwijde productie van gallium heeft, heeft het land een dominante positie in de mondiale toeleveringsketens. Op 3 juli 2023 legde China beperkingen op aan de export van gallium (en germanium), waardoor de handelsspanningen met westerse bondgenoten opliepen. Met een beroep op "nationale veiligheidsbelangen" liet het Chinese Ministerie van Handel weten dat bedrijven die van plan zijn om producten te verkopen die gallium bevatten een exportvergunning nodig hebben. Het ziet dergelijke producten als "dual-use" producten die militaire doeleinden kunnen hebben en daarom extra toezicht rechtvaardigen. Het nieuwe geschil opende een nieuw hoofdstuk in de steeds feller wordende technologiewedloop tussen de Verenigde Staten, en in mindere mate Europa, en China. De VS wil dat zijn bondgenoten geavanceerde elektronische componenten die op de Chinese markt worden gebracht sterk aan banden leggen of zelfs verbieden, om te voorkomen dat Peking wereldwijde technologische suprematie verwerft en de door het Westen geleide internationale orde uitdaagt. China ontkende vermoedens van vergelding achter de exportbeperkingen.

## Afbeeldingen

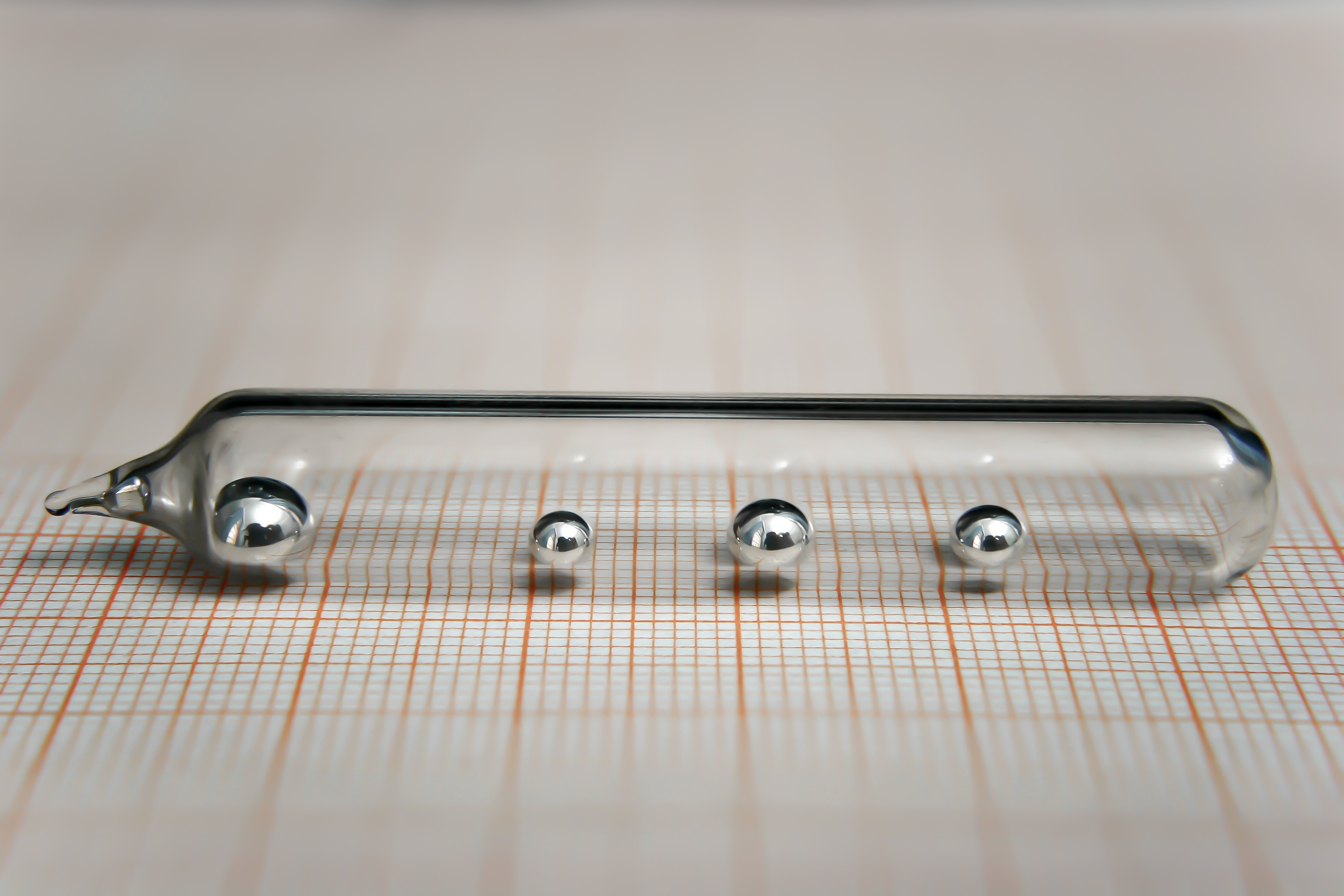
zuiver Gallium in vacuüm
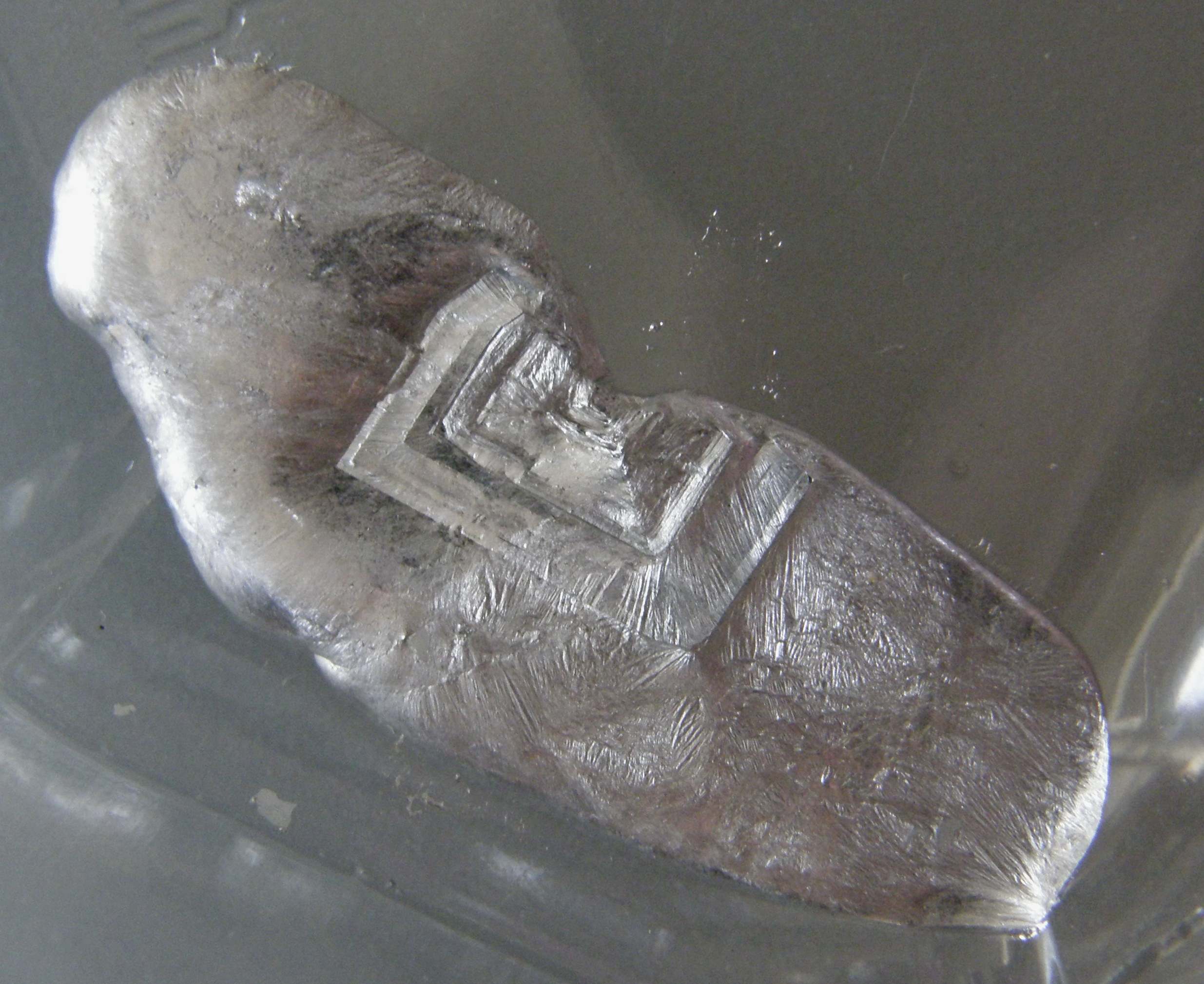
kristalvorming in stollend Gallium

Boor ·
Aluminium ·
Gallium ·
Indium ·
Thallium ·
Nihonium